# Esarcus fiorii
Esarcus fiorii es una especie de coleóptero de la familia Mycetophagidae.

## Distribución geográfica
Habita en Calabria (Italia).